# 구마노시
구마노시(일본어: 熊野市)는 일본 미에현 남부의 구마노나다와 접하는 시이다. 요시노쿠마노 국립공원 내에 위치해 풍부한 자연과 온난한 기후를 가지고 있다.
시치리 미하마의 동단에 위치하고 중심 시가지는 옛날부터 중심인 기모토, 이전에는 늪지대였지만 최근에 새롭게 개발된 이도이며 이 두 시가지는 이어져 있다. 일찍이 기모토는 오쿠쿠마노 대관소가 놓여 구마노 지방 일대의 행정 중심이었다. 그래서 폐번치현으로 미에현에 편입되었을 때는 지청이 두어졌으며, 현재도 미에현의 구마노 지방을 관할하는 관공서가 많이 존재한다. 2005년 11월 1일에 미나미무로군 기와정과 신설 합병해 새로운 구마노시가 되었다.

## 지리
미에현 남서부에 위치하고 와카야마현과의 경계와 가까워 신구시 등 와카야마현 동부와의 관계도 강하다.

## 인접하는 자치체
- 미에현
  - 오와세시, 미하마정, 기호정
- 와카야마현
  - 신구시, 기타야마촌
- 나라현
  - 가미키타야마촌, 시모키타야마촌, 도쓰카와촌

## 역사
- 1954년 11월 3일 - 구마노시가 성립하였다.
- 1955년 3월 - 기와정이 성립하였다.
- 2005년 11월 1일 - 구마노시와 기와정이 합병해 새로운 구마노시가 성립하였다.

## 교통

### 철도
- 도카이 여객철도 기세이 본선
  - (← 미하마정 고시야마역) - 아리이역 - 구마노시역 - 오도마리역 - 하다스역 - 아타시카역 - 니기시마역 - (오와세시 가타역 →)

### 도로
- 국도 42호선
- 국도 169호선
- 국도 제309호선 (일본)(일본어판)
- 국도 제311호선 (일본)(일본어판)

## 인구
| 연도 | 인구   | ±%     |
| ---- | ------ | ------ |
| 1960 | 39,150 | —      |
| 1970 | 32,909 | −15.9% |
| 1980 | 28,720 | −12.7% |
| 1990 | 25,783 | −10.2% |
| 2000 | 22,640 | −12.2% |
| 2010 | 19,675 | −13.1% |

## 기후
| 구마노시의 기후                                              | 구마노시의 기후 | 구마노시의 기후 | 구마노시의 기후 | 구마노시의 기후 | 구마노시의 기후 | 구마노시의 기후 | 구마노시의 기후 | 구마노시의 기후 | 구마노시의 기후 | 구마노시의 기후 | 구마노시의 기후 | 구마노시의 기후 | 구마노시의 기후  |
| 월                                                           | 1월             | 2월             | 3월             | 4월             | 5월             | 6월             | 7월             | 8월             | 9월             | 10월            | 11월            | 12월            | 연간             |
| ------------------------------------------------------------ | --------------- | --------------- | --------------- | --------------- | --------------- | --------------- | --------------- | --------------- | --------------- | --------------- | --------------- | --------------- | ---------------- |
| 역대 최고 기온 °C (°F)                                       | 21.4 (70.5)     | 24.7 (76.5)     | 26.8 (80.2)     | 32.2 (90.0)     | 31.3 (88.3)     | 35.8 (96.4)     | 37.7 (99.9)     | 38.6 (101.5)    | 36.4 (97.5)     | 31.0 (87.8)     | 25.2 (77.4)     | 24.4 (75.9)     | 38.6 (101.5)     |
| 일평균 최고 기온 °C (°F)                                     | 11.3 (52.3)     | 12.5 (54.5)     | 15.3 (59.5)     | 19.6 (67.3)     | 23.3 (73.9)     | 25.9 (78.6)     | 29.6 (85.3)     | 31.1 (88.0)     | 28.3 (82.9)     | 23.6 (74.5)     | 18.8 (65.8)     | 13.8 (56.8)     | 21.1 (70.0)      |
| 일일 평균 기온 °C (°F)                                       | 6.8 (44.2)      | 8.0 (46.4)      | 10.7 (51.3)     | 15.1 (59.2)     | 19.0 (66.2)     | 22.1 (71.8)     | 25.7 (78.3)     | 27.0 (80.6)     | 24.2 (75.6)     | 19.5 (67.1)     | 14.4 (57.9)     | 9.2 (48.6)      | 16.8 (62.3)      |
| 일평균 최저 기온 °C (°F)                                     | 2.8 (37.0)      | 3.8 (38.8)      | 6.2 (43.2)      | 10.8 (51.4)     | 15.1 (59.2)     | 18.9 (66.0)     | 22.7 (72.9)     | 23.8 (74.8)     | 21.2 (70.2)     | 16.3 (61.3)     | 10.7 (51.3)     | 5.4 (41.7)      | 13.1 (55.7)      |
| 역대 최저 기온 °C (°F)                                       | −3.4 (25.9)     | −2.9 (26.8)     | −1.9 (28.6)     | 2.5 (36.5)      | 8.2 (46.8)      | 13.2 (55.8)     | 18.3 (64.9)     | 16.6 (61.9)     | 14.4 (57.9)     | 7.4 (45.3)      | 1.3 (34.3)      | −1.7 (28.9)     | −3.4 (25.9)      |
| 평균 강수량 mm (인치)                                        | 92.6 (3.65)     | 121.6 (4.79)    | 208.4 (8.20)    | 270.1 (10.63)   | 273.6 (10.77)   | 388.9 (15.31)   | 356.9 (14.05)   | 265.4 (10.45)   | 476.1 (18.74)   | 383.7 (15.11)   | 164.1 (6.46)    | 109.8 (4.32)    | 3,111.2 (122.49) |
| 평균 강수일수 (≥ 1.0 mm)                                     | 5.6             | 7.0             | 9.5             | 9.8             | 11.1            | 14.2            | 12.5            | 11.5            | 13.6            | 11.8            | 8.0             | 6.0             | 120.6            |
| 평균 월간 일조시간                                           | 194.6           | 176.0           | 204.2           | 199.3           | 196.5           | 134.1           | 168.0           | 205.7           | 147.6           | 143.5           | 167.7           | 187.1           | 2,124.3          |
| 출처: 일본 기상청 (평년값: 2002년~2020년, 극값: 2002년~현재) |                 |                 |                 |                 |                 |                 |                 |                 |                 |                 |                 |                 |                  |

## 자매 도시
- 브라질 바스투스(포르투갈어판)(1972년)
- 일본 나라현 사쿠라이시(1986년)
- 이탈리아 소렌토(2001년)